# Нов Истевник
Нов Истевник (на македонска литературна норма: Нов Истевник) е село в община Царево село на Северна Македония.

## География
Селото се намира в областта Пиянец. Селото е разположено на левия бряг на река Желевица. В миналото се е смятало заедно със Стар Истевник на другия бряг на реката за махала на единното село Истевник. Истевник е турското произношение на оригиналната българска форма Стевник, която също се среща в литературата.

## История
В началото на XX век Истевник е село в Малешевската каза на Османската империя. Според статистиката на Васил Кънчов („Македония. Етнография и статистика“) в 1900 година Истевник (Нов и Стар) е смесено българо-помашко село с 615 души жители българи християни и 290 българи мохамедани.
Цялото християнско население на Истевник е под върховенството на Българската екзархия. По данни на секретаря на екзархията Димитър Мишев („La Macédoine et sa Population Chrétienne“) в 1905 година в Истевник (Нов и Стар) има 640 българи екзархисти и функционира българско училище.
При избухването на Балканската война в 1912 година 9 души от Истевник са доброволци в Македоно-одринското опълчение.
Според Димитър Гаджанов в 1916 година в Истевник живеят 438 помаци и 615 българи.
Църквата „Свети Атанасий“ е изградена в 1936 година.
Според преброяването от 2002 година селото има 144 жители.
| Националност     | Всичко |
| северномакедонци | 143    |
| албанци          | 0      |
| турци            | 0      |
| роми             | 0      |
| власи            | 0      |
| сърби            | 1      |
| бошняци          | 0      |
| други            | 0      |

## Личности
Родени в Истевник
- Велика Попданаилова (1947 – 1935), българска дарителка
- Илия Богданов (1869-?), български журналист и околийски началник
- Христо Анастасов Иванов (? – 11 август 1941), български революционер, деец на ВМОРО и Илинденската организация[7]

Починали в Истевник
- Дечо Димитров Вълчев, български военен деец, младши подофицер, загинал през Междусъюзническа война[8]

Свързани с Истевник
- Константин, български свещеник в селото около 1850 – 1870 година, спомоществовател от Кюстендил за „Житие св. Григория Омиритскаго“, преведено от Ав. Попстоянов (1852)[9]